# Linum polygaloides
Linum polygaloides là một loài thực vật có hoa trong họ Linaceae. Loài này được Planch. mô tả khoa học đầu tiên năm 1848.